# Crossett
Crossett város az USA Arkansas államában, Ashley megyében. Lakosainak száma 4822 fő (2020. április 1.).

## Népesség
A település népességének változása:

| 2010 | 5 507 |
| 2020 | 4 822 |